# 무라카미 호노카
무라카미 호노카(일본어: 村上 穂乃佳, 1995년 7월 5일 ~ )는 일본의 배우이다.